# Felice Radicati

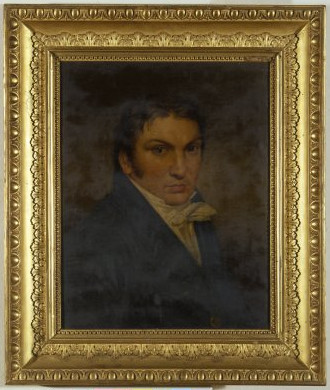
Felice Radicati

Felice Alessandro Radicati (* 1775 in Turin; † 19. März 1823 in Bologna) war ein italienischer Violinist und Komponist der Klassik.

## Leben
Felice Radicati war in seiner Jugend Schüler von Gaetano Pugnani und trat 1793 in die Turiner Hofkapelle ein. Nach Auflösung der Hofkapelle unter der französischen Regierung wurde er Konzertgeiger. Gemeinsam mit seiner Ehefrau, der bekannten Sängerin Teresa Bertinotti (1776–1854), unternahm er Konzertreisen, die das Paar durch Norditalien, Frankreich, Deutschland, England, Portugal und nach Wien führten. In Amsterdam und London sang sie jeweils die Titelrollen in den Uraufführungen der Opern Coriolano (1809) und Fedra (1811). Ab 1815 war Felice Radicati Violinlehrer am Liceo Musicale in Bologna, Konzertmeister im Theaterorchester, Dirigent des städtischen Orchesters und Kapellmeister an der Basilika San Petronio. Radicati galt als ein führender Repräsentant der italienischen Violinschule zu Beginn des 19. Jahrhunderts. Zu seinen Schülern gehörte Giuseppe Manetti (1802–1858). Radicati starb an den Folgen eines durch scheuende Pferde verursachten Verkehrsunfalls.
Radicati komponierte acht Bühnenwerke, die nur zum Teil aufgeführt wurden und einige Arietten. Vor allem aber hinterließ er Instrumentalmusik. Nach Aussage seines Biografen Carlo Pancaldi von 1828 war es das Bestreben Radicatis, das italienische Streichquartett gegen den aufkommenden Erfolg der Wiener Klassik neu zu beleben.

## Werke (Auswahl)
- Variationen für 2 Violinen op. 4
- Streichtrios op. 7 (Wien, Weigl)

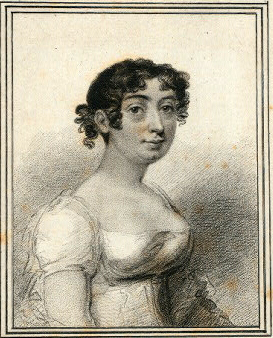
Teresa Bertinotti-Radicati (1776–1854)

- 3 Violinduette op. 9 (Wien, Cappi)
- Streichquartette op. 8 (Wien, Artaria)
- Streichquintette op. 17 (Mainz, Schott)
- Thema und Variationen für Violine und Orchester op. 18
- Trio Concertante für Violine, Bratsche und Cello op. 20
- Streichquintette op. 21 (Wien)
- Violinkonzert (1819)
- Streichersinfonie in Es-Dur
- Klarinettenkonzert in Es-Dur
- 7 Arietten

Opern
- Il sultano generoso (1805, unaufgeführt)
- Coriolano  (1809, Amsterdam)
- Fedra (1811, London)
- Castore e Polluce  (1815, Bologna)
- L'intrigo fortunato (1815, unaufgeführt)
- Blondello ossia Riccardo Cuor di Leone  (1816,  Turin)
- La lezione singolare ossia Un giorno a Parigi (1819, unaufgeführt)
- I due prigionieri (1820, unaufgeführt)
- Il medico per forza (1820, unaufgeführt)